# Ctenosauriscidae
De Ctenosauriscidae zijn een groep van uitgestorven reptielen uit het Trias die behoren tot de Rauisuchia, een groep van krokodilachtige archosauriërs.
De Ctenosauriscidae ontwikkelden zich tijdens het Vroeg-Trias in het Laat-Olenekien in het Europese deel van het supercontinent Pangaea. Ze zijn hiermee de eerste bekende archosauriërs uit de kroongroep. De aanwezigheid van rauisuchiërs in het Laat-Olenekien betekent dat de splitsing binnen de kroongroep van de archosauriërs al in het Vroeg-Trias moet hebben plaatsgevonden.
De Ctenosauriscidae waren in het Vroeg-Trias de eerste groep archosauriërs met een min of meer mondiale verspreiding. Fossielen zijn gevonden in Duitsland (Ctenosauriscus), Groot-Brittannië (Bromsgroveia), Rusland (Bystrowisuchus), China (Xilousuchus), Tanzania (Hypselorhachis) en Arizona (Arizonasaurus) en dateren uit het Laat-Olenekien en Anisien.
De dieren uit deze familie kenmerkten zich door een zeil op de rug. Het waren waarschijnlijk carnivoren.